# Cycle de fresques de la chapelle Baglioni
Le cycle de fresques de la chapelle Baglioni dans la Collegiata Santa Maria Maggiore  de Spello, est une œuvre à fresque de la main du Pinturicchio.

## Histoire
Le cycle de fresque de la chapelle Baglioni de la Collegiata Santa Maria Maggiore fut commandé au Pinturicchio par le prieur Troilo Baglioni devenu évêque de Pérouse (Italie).
Garnie de voûte d'arêtes, les fresques devaient s'inscrire de manière illusionniste  dans la structure architectonique de la chapelle, en feignant pilastres, voûtes, lunettes creusées dans les tympans insérant des scènes de la Vie de la Vierge et de l'enfance de Jésus.

## Iconographie
La chapelle à base carrée est à voûte d'arêtes les épisodes de La Vie de la Vierge Marie et de l'enfance de Jésus sur les trois lunettes des parois se complètent de la représentation  des quatre Sibylles sur les voûtains du plafond, assises sur des trônes aux côtés d'autels sur lesquels figurent leurs oracles gravés.

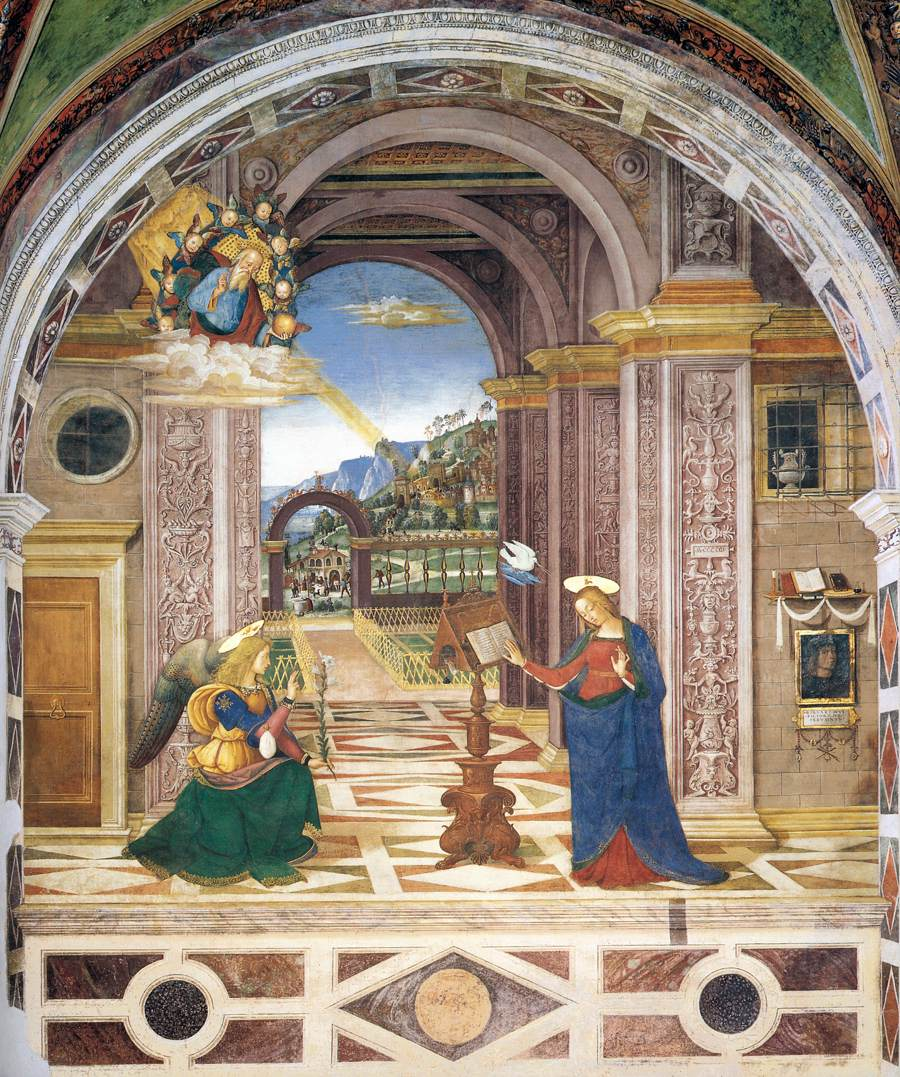
Annonciation (paroi de gauche).
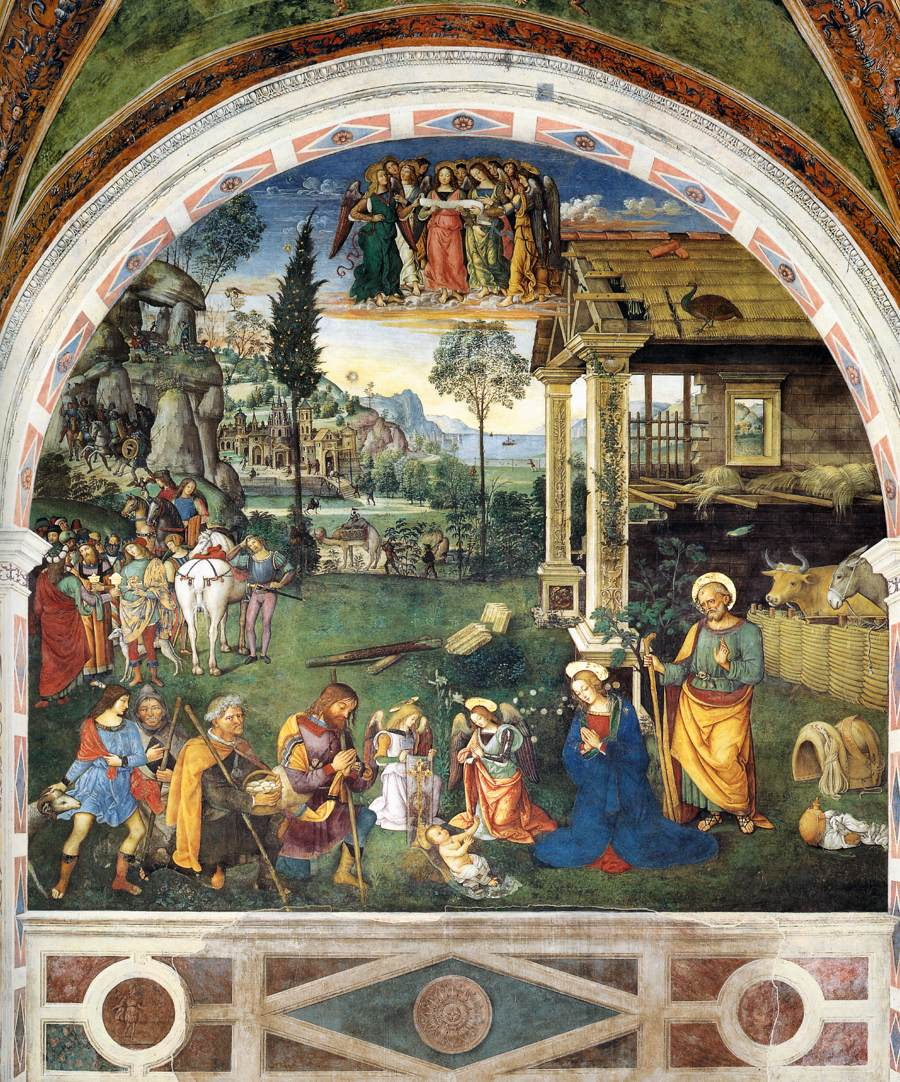
Adoration de Jésus (paroi de face).
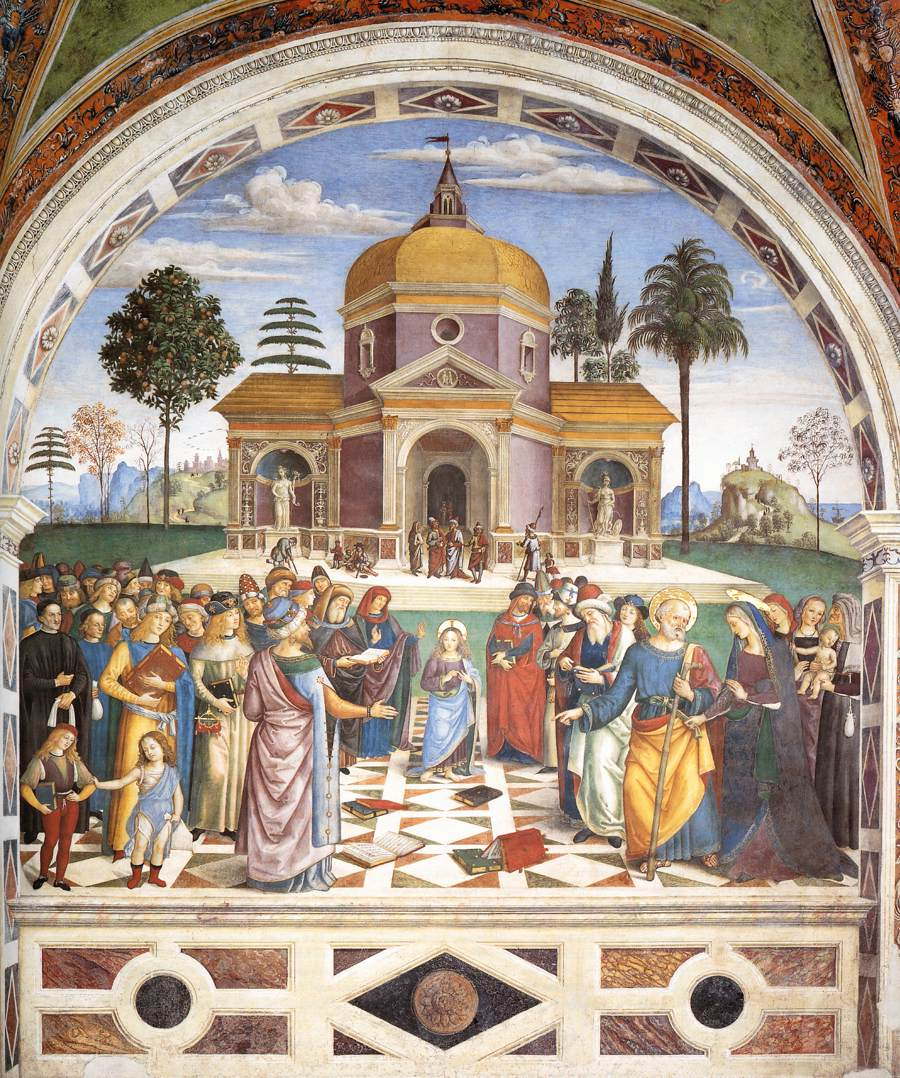
Jésus devant les docteurs   de la Loi (paroi de droite).

### Annonciation
Dans une série d'arcades à pilastres décorés de grotesques se terminant en corridor vers le point de fuite sur un  jardin clos (hortus conclusus), un paysage lointain de collines, de fortifications, d'une ville (Spello ?), sur un fond de ciel bleu parsemé de nuages, l'ange Annonciateur à gauche se présente devant la Vierge annoncée, à droite, surprise dans la lecture d'un livre posé sur un lutrin devant elle ;  tous les deux sont placés sur un pavage à losanges. Dieu le père, entouré d'une mandorle de chérubins sur un nuage, depuis le haut à gauche envoyant un rai de lumière portant à son extrémité la colombe du Saint-Esprit.
Des parois appuyées sur les pilastres de la première arcade, ferment le décor, si ce n'est des ouvertures (œil  de bœuf barré et porte de bois fermé à gauche, fenêtre barrée de fer à droite surmontant la signature illustrée du peintre) qui évoquent l'une  ronde côté ange, le regard céleste, l'autre carrée côté Vierge Marie, le regard terrestre.

### Adoration de Jésus
Cette fresque cumule deux épisodes de la petite enfance de Jésus juste après sa naissance : l'Adoration des bergers et l'Adoration des mages anticipée par l'arrivée de leur cortège en second plan à gauche.
La scène de la présentation de l'Enfant se situe en dehors de la crèche placée en retrait à droite (toit de bois en ruine placé sur des colonnes à chapiteaux et piédestaux) ; un ibis marche sur la bordure du toit de paille. Au niveau du fronton de cette crèche un nuage flotte portant un groupe d'anges, celui du centre porte et  lit un phylactère.
Juste derrière l'Enfant Jésus dans ses langes au sol, séparés par la tige d'un lys, deux anges sont agenouillés, et celui de gauche porte une bannière montrant la croix de son futur supplice. Marie agenouillée priant et Joseph debout tenant son bâton sont placés immédiatement à la droite, les têtes du bœuf et de l'âne apparaissant dans un enclos à l'extrême droite.
Les bergers sont au nombre de trois agenouillés sur la gauche, un jeune pâtre habillé de bleu et de rouge tient la tête d'un mouton.
Au-dessus d'eux dans un second plan les mages conversent, leurs écuyers tenant meurs chevaux, le reste du cortège s'étalant entre un chemin dans les rochers, et l'ouverture centrale vers le paysage, montrant un dromadaire de la suite, encadré par les troncs de deux arbres fins net haut.
Plus loin un paysage montagneux, un lac, des montagnes bleues et une ville aux bâtiments détaillés complètent le décor.

### Jésus devant les Docteurs de la Loi
La fresque représente l’épisode de l'enfance de Jésus dit "Jésus parmi les docteurs". Sur un décor d'une place fermée par le Temple en fond, une assemblée centrée sur Jésus enfant s'étale de gauche  à droite. On distingue (par leurs auréoles) Joseph et Marie en premier plan à droite.
Des livres sont éparpillés au sol, certains ouverts ou retournés, d'autres sont tenus par  les docteurs  dont un qui en lit le contenu.

## Particularité

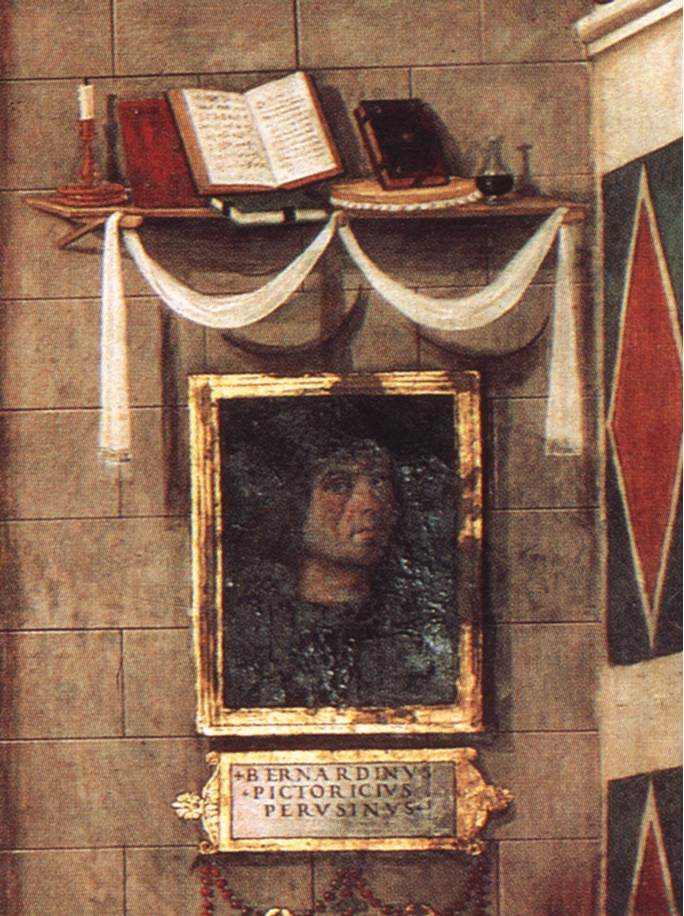
Autoportrait, cartellino et vanité.

Dans l'angle droit de l'Annonciation figure en trompe-l'œil, l'autoportrait du peintre surmontant un cartellino portant le texte BERNARDINVS+PICTORICIVS PERVSINVS+, signature complétée d'éléments décoratifs composant une vanité.

## Analyse
La proximité des colonnes feintes des arches en plein cintre inscrivant les fresques dans le lieu physique de la chapelle, rappelle, violemment, par le jeu de la perspective inversée, le principe de la peinture elle-même, composée théâtralement en décor des sujets choisis (les points de fuite sont distincts entre les colonnes des bords et l'arcature fuyante, les pilastres et le pavage - scène de l'Annonciation).

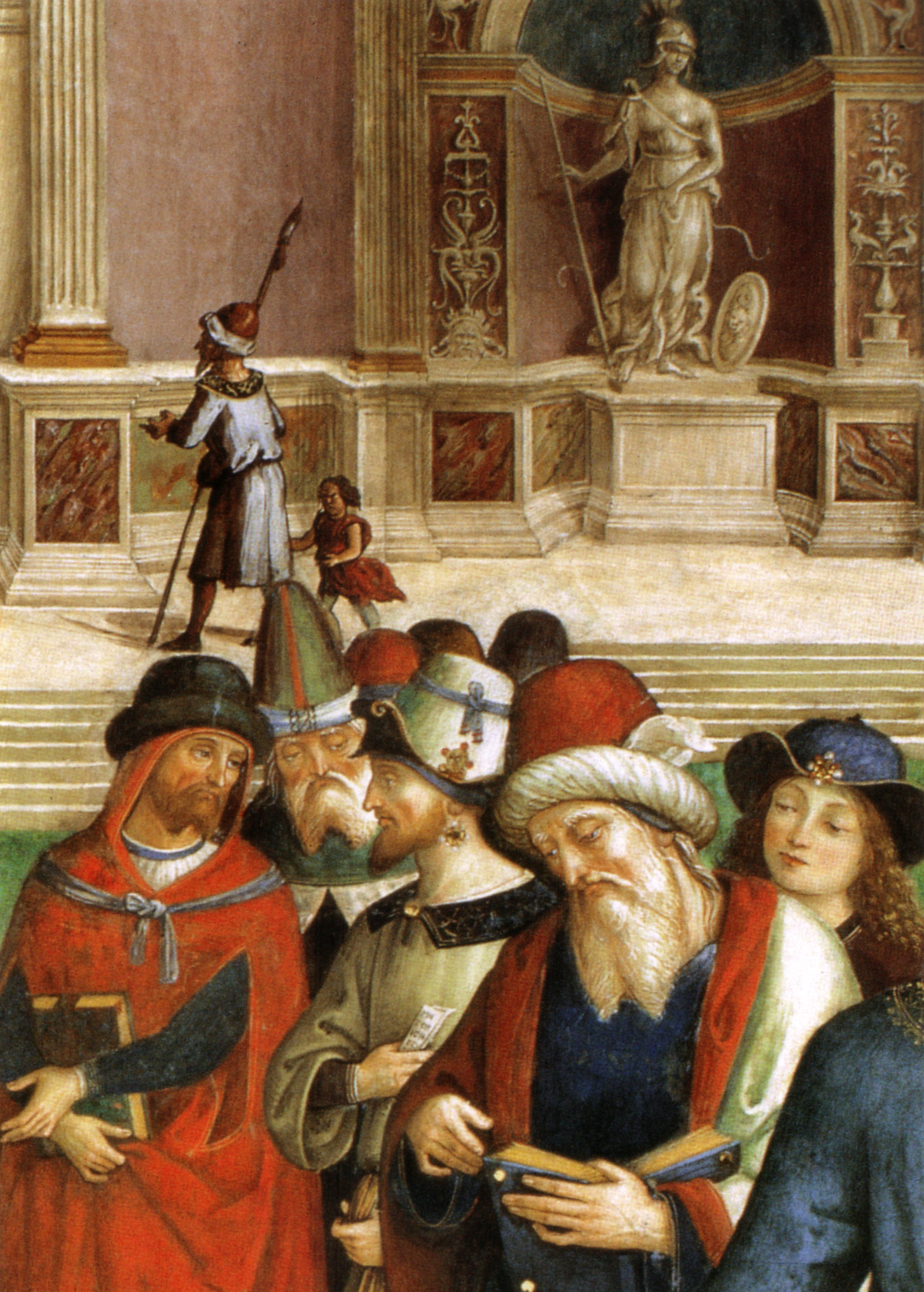
Texte discernable.

Plusieurs textes apparaissent plus ou moins lisibles dans les différents panneaux et la voûte:
- Oracles des sibylles gravés sur les autels
- Panneau de l'Annonciation : 
  - pages du livre ouvert sur le lutrin de la Vierge
  - Phylactère tenu par les anges
  - texte du livre ouvert au-dessus de l'autoportrait
- Panneau de Jésus parmi les Docteurs : sur le rouleau de l'homme au chapeau blanc

Dans le panneau de Jésus parmi les Docteurs, le peintre maitrise les divers éléments d'un vocabulaire progressivement mis au point au Quattrocento, et en particulier celui du Pérugin : clarté de la disposition spatiale, type moderne et « humaniste » du temple, introduction d'un paysage clairement séparé du « lieu architectural », nombreux personnages d'âges et de conditions différents engagés avec varietas dans l'historia globale. Au XVe siècle, le thème évoque le triomphe de l'humanisme sur le scolastique, mais ici Pinturicchio propose encore l'image d'une jeunesse victorieuse : dans la partie gauche, les deux jeunes garçons exaltent l'émergence d'une vie adolescente mais porteuse de vértité, celle de la Renaissance italienne, dans la conscience que celle-ci prend d'elle-même au Quattrocento.